# Indéterminisme
 (mars 2013).
Si vous disposez d'ouvrages ou d'articles de référence ou si vous connaissez des sites web de qualité traitant du thème abordé ici, merci de compléter l'article en donnant les références utiles à sa vérifiabilité et en les liant à la section « Notes et références ».
L'indéterminisme est la théorie épistémologique opposée au déterminisme. Elle nie donc le fait que tout événement soit prévisible en vertu d'une loi physique ou mathématique.
Cette théorie semble avoir trouvé une confirmation éclatante avec le principe d'incertitude d'Heisenberg sur le cas spécifique des particules élémentaires ; reste à la démontrer pour l'ensemble du macrocosme.
L'indéterminisme a trouvé en Karl Popper un ardent défenseur surtout dans l'éthique, notamment dans son ouvrage The Open Universe : An Argument for Indeterminism (1982). Mais le plus important des indéterministe est peut-être Ilya Prigogine pour ses études sur les structures dissipatives.
La théorie du chaos est une théorie mathématique qui montre que, dans le cas général, un système physique bien que purement causal est imprévisible. Le sens ordinaire de déterminisme au contraire confond causalité avec prévisibilité. En conséquence, une réflexion courante sur la question est que, pour qu'un système soit imprévisible, il faut nécessairement une part de hasard, c'est-à-dire de non-causalité (si toutefois le hasard a bien ce sens). C'est confondre contingence, le fait qu'une chose peut ou non se produire, et telle qu'elle se produit, et hasard. La théorie du chaos montre que confondre contingence et hasard relève de l'erreur, il s'agit d'une croyance héritée de l'histoire des sciences occidentales.
En fait, l'immense majorité des systèmes, bien que purement causaux, sont imprévisibles, et ceux utilisés comme exemples par les sciences dites « dures » sont des exceptions. Toutefois en science de nombreux systèmes comme le système solaire sont à la fois chaotiques et prédictibles ; la prédictibilité n'est donc pas incompatible avec le chaos et devient dépendante de l'échelle considérée. De plus, un système ordonné peut justement en quelque sorte « convertir » du hasard (une influence externe de « bruit ») en ordre interne.
Dans la théologie chrétienne, un équivalent de l'indéterminisme est le pélagianisme, qui s'oppose à la grâce, et qui fut rejeté par saint Augustin.